# Lee Seon-bae
Lee Seon-bae (nascido em 2 de junho de 1939) é um ex-ciclista olímpico sul-coreano. Seon-bae representou sua nação nos Jogos Olímpicos de Verão de 1964, em Tóquio.